# Bəxtiyar Ələsgərli
Bəxtiyar Ələsgərli, auch Bakhtiyar Alasgarli (* 9. Juli 2000), ist ein aserbaidschanischer Leichtathlet, der sich auf den Mittelstreckenlauf spezialisiert hat.

## Sportliche Laufbahn
Erste internationale Erfahrungen sammelte Bəxtiyar Ələsgərli im Jahr 2024, als er bei den Balkan-Meisterschaften in Izmir in 4:10,19 min den achten Platz im 1500-Meter-Lauf belegte und über 800 Meter mit 1:56,46 min auf den neunten Platz im B-Lauf gelangte. 
2024 wurde Alasgarli aserbaidschanischer Meister im 800-Meter-Lauf.

## Persönliche Bestleistungen
- 800 Meter: 1:56,46 min, 26. Mai 2024 in Izmir
- 1500 Meter: 4:10,19 min, 25. Mai 2024 in Izmir